# Acacia resinistipulea
Acacia resinistipulea — вид квіткових рослин з родини бобових. Ареал: Австралія (Західна Австралія).

## Середовище
Зазвичай вид поширений навколо солоних озер, на хвилястих рівнинах і в низинних місцях, де росте на гравійно-піщаних або суглинкових або глинистих ґрунтах.

## Біоморфологічна характеристика
Цей кущ або дерево переважно досягає висоти від 0,8 до 4 метрів і має смолисті та рідко запушені гілочки. Жорсткі, голі або рідковолосисті, сіро-зелені або зелені філодії мають асиметричну вузькоеліптичну форму, прямі або неглибоко зігнуті, у довжину від 18 до 25 мм і вшир від 3 до 6 мм і мають багато щільно паралельних тонких жилок. Цвіте з вересня по листопад і дає жовті квітки. Прості суцвіття розташовані поодиноко в пазухах і мають кулясті голови з діаметром 4–5 мм і містять 23–25 квіток золотистого кольору.